# Karl Martin August Kähler

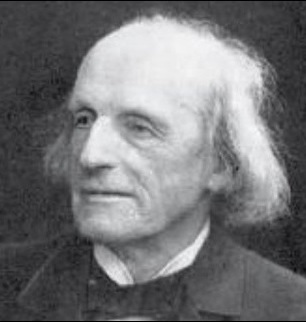
Martin Kähler (1835-1912)

Karl Martin August Kähler (1835-1912) fue un teólogo alemán.
En su obra El así llamado Jesús de la historia y el Cristo bíblico histórico (1892-1896), hizo la primera llamada de atención sobre el optimismo de la Escuela Liberal y el racionalismo alemán que hasta ese momento había marcado la antigua búsqueda del Jesús histórico. Cada autor presentaba una imagen diferente de Jesús de Nazaret, en función de las premisas personales que cada uno planteara. De este modo, fue el primero en distinguir entre el Jesús de la historia y el Cristo de la fe.
- El Jesús de la historia es la imagen que surge de la investigación crítica.
- El Cristo de la fe es el que presentan los evangelios, el que predica la comunidad de creyentes.

Para Kähler, el que interesa es el Cristo de la fe, que es el que trae el mensaje de salvación. El Jesús de la historia pertenece al pasado y no interesa.
Estas ideas, junto con las aportaciones de Wilhelm Wrede y Karl Ludwig Schmidt, serán el comienzo del escepticismo que marcó la última etapa de la antigua búsqueda del Jesús histórico.

## Obra
- El así llamado Jesús de la historia y el Cristo bíblico histórico (1892-1896)

- El contenido de este artículo incorpora material de una entrada de la Enciclopedia Libre Universal, publicada en español bajo la licencia Creative Commons Compartir-Igual 3.0.

- Datos: Q84495
- Multimedia: Martin Kähler / Q84495